# 新桑扎雷區

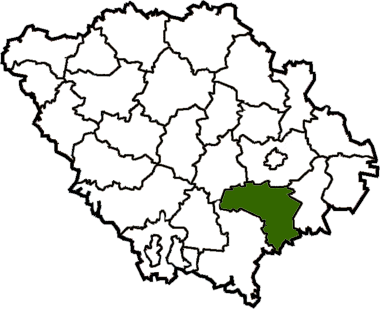

新桑扎雷區（烏克蘭語：Новосанжарський район）是位於烏克蘭中部波爾塔瓦州的舊區，首府設於新桑扎雷，並於2020年被撤銷。該區面積1,300平方公里，2015年人口34,814，人口密度每平方公里26.78人。